# Brastavățu
Brastavățu è un comune della Romania di 4 953 abitanti, ubicato nel distretto di Olt, nella regione storica dell'Oltenia. 
Il comune è formato dall'unione di 2 villaggi: Brastavățu e Crușovu.